# Бій за Київ
«Бій за Київ» — книга українського журналіста і публіциста Сергія Руденка про події навколо української столиці у лютому-березні 2022 року. Вийшла друком у серпні 2023 року у Харкові в Видавничому домі «Фабула». Книга також вийшла в перекладі фінською мовою.

## Вміст
Книга складається з окремих есеїв, які розгортають широку панораму захисту оборони столиці навесні 2022 року. Автор висвітлює не лише характер боїв за українську столицю, а й характери захисників Києва, а головною дійовою особою кожного з есеїв є люди, що потрапили у вир війни. Книга є журналістським дослідженням про події російсько-української війни, вона висвітлює характери захисників Києва, характер самих боїв за українську столицю, подає професійний аналіз тих подій та містить політичні прогнози.
Хроніка включає спогади самого автора та його співбесідників, які брали участь у війні або побували в окупації.
17 розділів книжки охоплюють аналіз довоєнних подій, перші години нападу путінської армії та реакцію в українській столиці, обличчя спротиву українського народу, свідчення учасників боїв та історії героїв. Серед героїв книги — Роман Безсмертний, брати Клички, Ігор Лапін, Макс Левін, Дмитро Лінько, Роман Ратушний, Ахтем Сеітаблаєв, Євген Спірін, Андрій Хливнюк, Тетяна Чорновол та інші.
Книжку проілюстрував український художник Нікіта Тітов.

## Видання за кордоном

Обкладинка фінського видання

1 вересня 2023 року книга «Бій за Київ» вийшла в Фінляндії у перекладі фінською у видавництві Tammi.